# Notacanthus chemnitzii
Espèce
Notacanthus chemnitzii est une espèce de poisson appartenant à la famille des Notacanthidés.